# Pseudoferania polylepis
Pseudoferania polylepis is een slang uit de familie waterdrogadders (Homalopsidae).

## Naam en indeling
De wetenschappelijke naam van de soort werd voor het eerst voorgesteld door Johann Gustav Fischer in 1886. Oorspronkelijk werd de wetenschappelijke naam Hypsirhina polylepis gebruikt. De soort behoorde lange tijd tot het geslacht Enhydris, waardoor de verouderde wetenschappelijke naam in de literatuur wordt gebruikt. Het geslacht Pseudoferania werd door James Douglas Ogilby in 1890 beschreven en de slang is tegenwoordig de enige vertegenwoordiger van deze monotypische groep.
De soortaanduiding polylepis betekent vrij vertaald 'vele schubben'.

## Verspreiding en habitat
Pseudoferania polylepis komt voor in delen van Azië in de landen Papoea-Nieuw-Guinea en Indonesië en in Australië in de deelstaten Noordelijk Territorium en Queensland. De habitat bestaat uit verschillende typen draslanden zoals permanente wateren zoals rivieren en meren en estuaria. Ook in door de mens aangepaste streken zoals vijvers en waterreservoirs kan de slang worden gevonden.

## Beschermingsstatus
Door de internationale natuurbeschermingsorganisatie IUCN is de beschermingsstatus 'veilig' toegewezen (Least Concern of LC).